# شارلوت روس
شارلوت روس (بالإنجليزية: Charlotte Ross)‏ (و. 1968 – م) هي ممثلة تلفزيونية، وممثلة أفلام، وممثلة، من الولايات المتحدة الأمريكية، ولدت في وينتكا.

## وصلات خارجية
- شارلوت روس على موقع IMDb (الإنجليزية)
- شارلوت روس على موقع ألو سيني (الفرنسية)
- شارلوت روس على موقع ميوزك برينز (الإنجليزية)
- شارلوت روس على موقع أول موفي (الإنجليزية)
- شارلوت روس على موقع قاعدة بيانات الأفلام السويدية (السويدية)
- شارلوت روس على موقع إن إن دي بي (الإنجليزية)
- شارلوت روس على موقع قاعدة بيانات الفيلم (الإنجليزية)
- شارلوت روس على موقع كينوبويسك (الروسية)